# FC Baia Mare
FC Baia Mare ist ein rumänischer Fußballverein aus Baia Mare. Der größte Erfolg der Vereinsgeschichte war die Teilnahme am Europapokal der Pokalsieger 1982/83 mit einem Unentschieden gegen Real Madrid.

## Geschichte
Der FC Baia Mare wurde 1923 als Phoenix Baia Mare gegründet. Bis 1934 spielte der Verein in regionalen Ligen, ehe er 1934 Mitglied der neu gegründeten Divizia B wurde. Nach zweimaligem Scheitern in der Relegation um den Aufstieg in die Divizia A schaffte der Verein 1937 den Sprung in die höchste rumänische Spielklasse. Phoenix konnte sich auf Anhieb im Mittelfeld platzieren und änderte im Jahr 1938 seinen Namen in FC Carpați Baia Mare. Diese Änderung wurde allerdings bereits 1940 wieder revidiert. In diesem Jahr fiel Baia Mare durch den Zweiten Wiener Schiedsspruch an Ungarn und die Mannschaft spielte unter dem Namen Nagybányai Sport Egylet von 1940 bis 1945 in der zweiten ungarischen Liga.
Nach dem Zweiten Weltkrieg kam Baia Mare wieder zurück zu Rumänien und der Verein nahm unter dem Namen Minaur Baia Mare den Spielbetrieb 1946 in der Divizia B auf. 1948 gründete die kommunistische Regierung Rumäniens in Baia Mare einen neuen Verein namens CSM Baia Mare, der größtenteils den Kader und die Vereinsführung von Minaur übernahm und im selben Stadion spielte, woraufhin dieser aufgelöst wurde. Grund für dieses Vorgehen war die Tatsache, dass der ehemalige Phoenix vor dem Zweiten Weltkrieg eine Kapitalgesellschaft war und die rumänische Regierung die Vergangenheit des Klubs auslöschen wollte.
Im Jahre 1950 wurde der Name des Vereins erneut geändert und die Mannschaft spielte fortan als Metalul Baia Mare. 1955 folgte der Abstieg in die Divizia C. Nach dem sofortigen Wiederaufstieg wurde der Name zunächst in Energia Trustul Miner Baia Mare, 1957 aber schon in Minerul Baia Mare geändert. 1958 nahm er wieder seinen alten Namen CSM Baia Mare an. 1959 gelang der bis dahin größte Erfolg der Vereinsgeschichte mit dem Erreichen des rumänischen Pokalfinales, das aber gegen Dinamo Bukarest verloren wurde. Ab 1962 hieß der Verein wieder Minerul Baia Mare.
Im Jahre 1963 wurde mit Mircea Sasu der erste Spieler des Vereins in die rumänische Nationalmannschaft berufen. 1964 gelang dann die Rückkehr in die Divizia A, die der Verein am Ende der Saison 1964/65 aber wieder verlassen musste.
Die Goldene Ära des Vereins begann 1975 mit der Umbenennung in FC Baia Mare. 1978 stieg der FC in die Divizia A auf und erreichte auf Anhieb den 5. Platz. Ein Jahr später, in der Saison 1979/80, wurde mit dem 4. Platz die beste Platzierung der Vereinsgeschichte erreicht. Der FC Baia Mare stieg aber bereits ein Jahr später wieder in die Divizia B ab. Im Jahr 1982 erreichte der Verein erneut das rumänische Pokalfinale und unterlag dort erneut Dinamo Bukarest. Da Dinamo in der Saison 1981/82 auch die Meisterschaft gewann, nahm der FC Baia Mare am Europapokal der Pokalsieger teil. In der ersten Runde schied die Mannschaft gegen Real Madrid aus. Dabei erreichte sie im Hinspiel ein 0:0, verloren aber in Madrid mit 2:5. Nach dem Aufstieg in die Divizia A und dem erneuten Abstieg in der Saison 1984/85 endete die Goldene Ära. 1985 wurde der Vereinsname in FC Maramureș Baia Mare geändert.
Im Jahr 1993 begann mit dem Erreichen des Pokalhalbfinales die Silberne Ära. Nach fast 10 Jahren in der Divizia B gelang 1994 der erneute Aufstieg. Die Silberne Ära endete bereits 1995 mit dem erneuten Abstieg in die Divizia B.
1998 wurde der Vereinsname in den heutigen Namen FC Baia Mare geändert. Im Jahre 1999 folgte der Abstieg in die Divizia C. Auf den sofortigen Wiederaufstieg folgte 2001 unter Trainer Costel Orac auch die Qualifikation zur Divizia A, nachdem man sich in der Relegation gegen NC Foresta Suceava durchsetzen konnte. Die Vereinsführung verkaufte den Platz allerdings aus finanziellen Gründen an FCM Bacău, so dass der FC Baia Mare in der Divizia B blieb. 2002 nahm der Verein wieder an den Play-offs zum Aufstieg teil, scheiterte aber an Farul Constanța. Trainer Orac verließ daraufhin den Verein in Richtung Oțelul Galați.
Im Jahre 2004 stieg Baia Mare erneut in die Divizia C ab. Danach entwickelte sich der Verein zur Fahrstuhlmannschaft zwischen der Liga II und der Liga III. Im Sommer 2010 kam das endgültige Aus für den Verein. Aufgrund finanzieller Schwierigkeiten wurde der FC Baia Mare nicht für den Spielbetrieb der Zweitligasaison 2010/11 zugelassen und musste seinen Startplatz an den sportlich abgestiegenen Tricolorul Breaza abgeben. Der bisherige Mäzen Dan Hotico gründete mit dem FC Maramureș Universitar Baia Mare einen neuen Klub, für den er einen Platz in der Liga III erkaufte und für den er zahlreiche Spieler aus dem alten Aufgebot des FC Baia Mare verpflichtete. Der Verein schaffte zum Saisonende 2010/11 den sofortigen Aufstieg in die Liga II.

## Erfolge
- Rumänischer Pokalfinalist: 1959, 1982
- Teilnahme am Europapokal der Pokalsieger: 1982/83

## Spieler
- Iulian Prassler (1933–1936)
- Francisc Zavoda (1938–1947) Jugend, (1947–1948) Spieler,
- Vasile Zavoda (19??–1946) Jugend, (1946–1947) Spieler,
- László Gergely (1958–1962)
- Vasile Miriuță (1988–1990)

## Ehemalige Trainer
- Gabriel Dumitru (2003)
- Emil Kemenes (2007)
- Florin Fabian (2009)